# Novi Sad (Crimea)
|  | No s'ha de confondre amb Novi Sad. |

Novi Sad (en (ucraïnès): Новий Сад, en rus: Новый Сад) és un poble de la República Autònoma de Crimea a Ucraïna, que el 2014 tenia 386 habitants. Pertany al districte de Simferòpol.